# آنتونیو سنت‌الیا

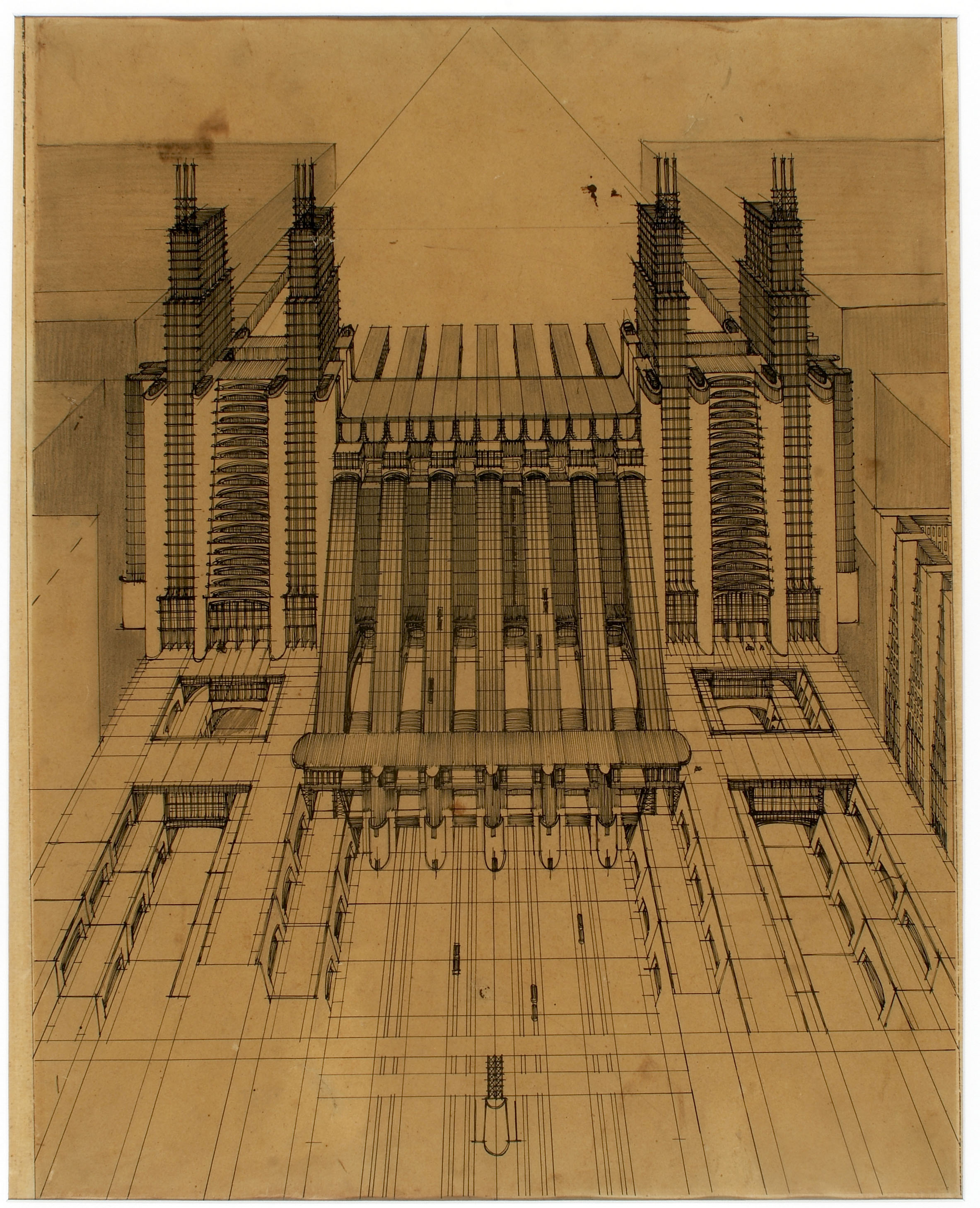
دید پرسپکتیو از «شهر جدید»، ۱۹۱۴.

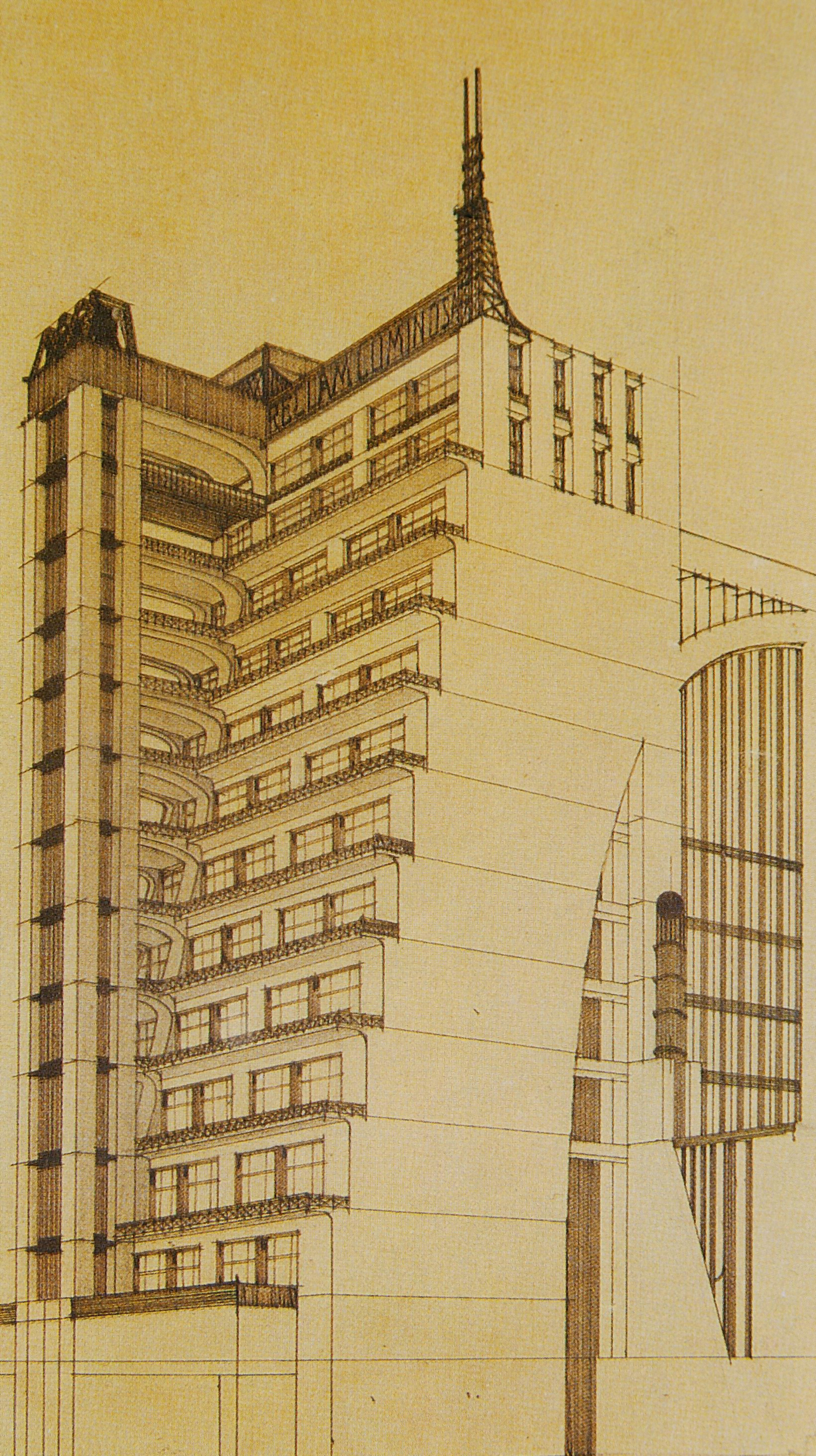
یک طرح از سانت‌الیا، ۱۹۱۴

آنتونیو سانت‌الیا (به ایتالیایی: Antonio Sant`Elia) (تولد:۳۰ آوریل ۱۸۸۰، مرگ ۱۰ اکتبر ۱۹۱۶) معماری ایتالیایی بود که بر معماری پس از خود عمیقاً تأثیر گذارد.

## کارها و آثار

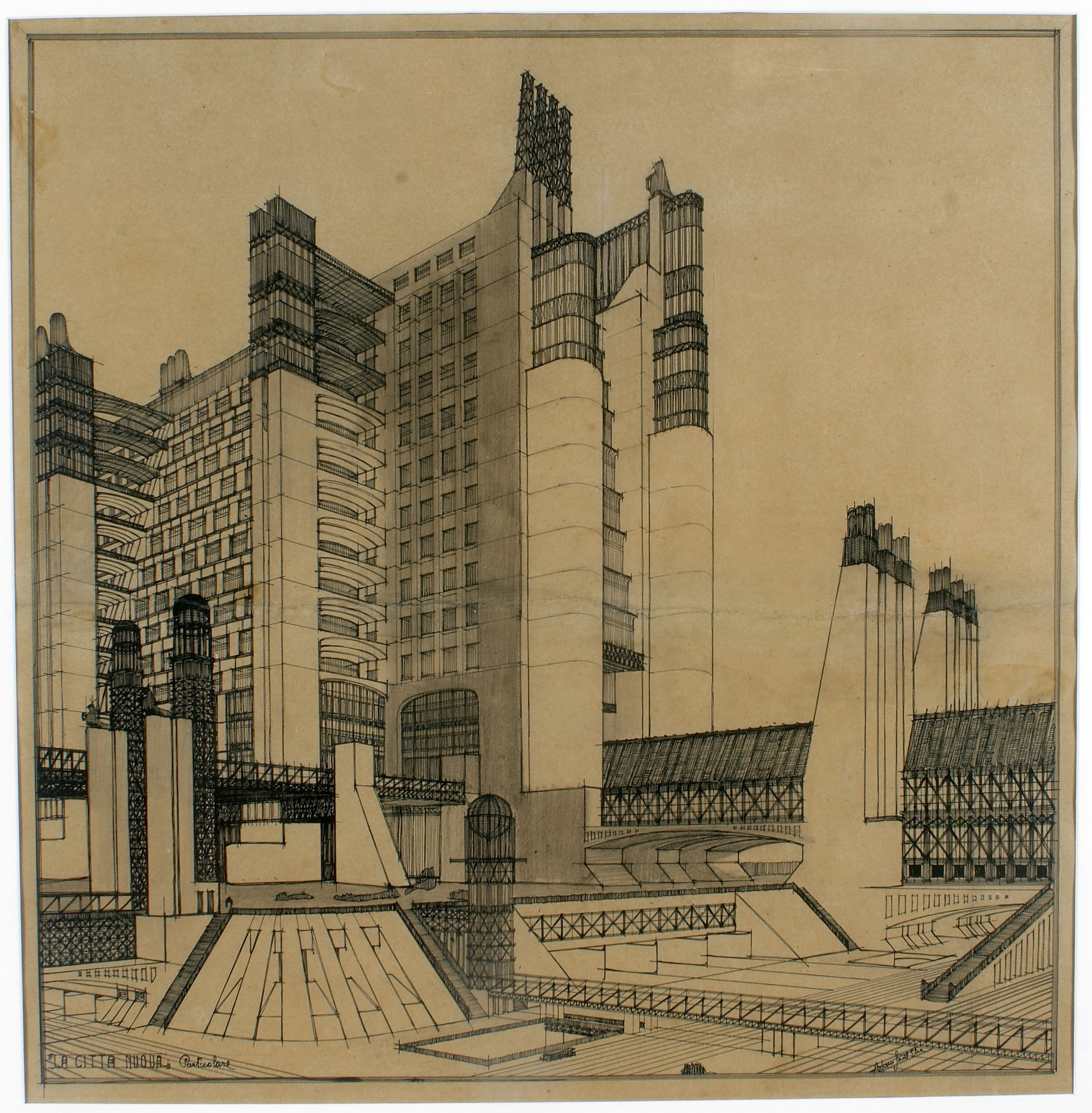
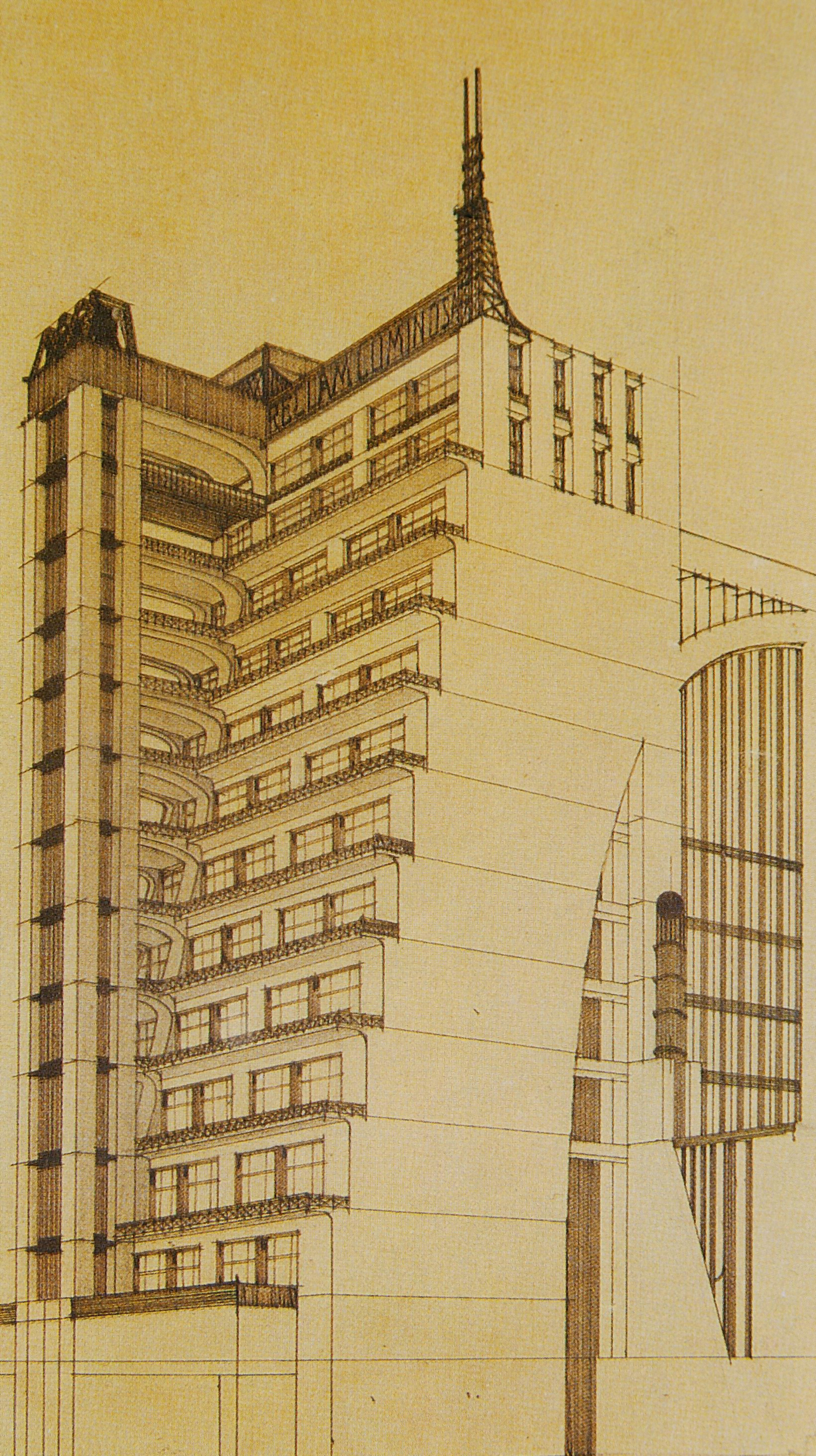
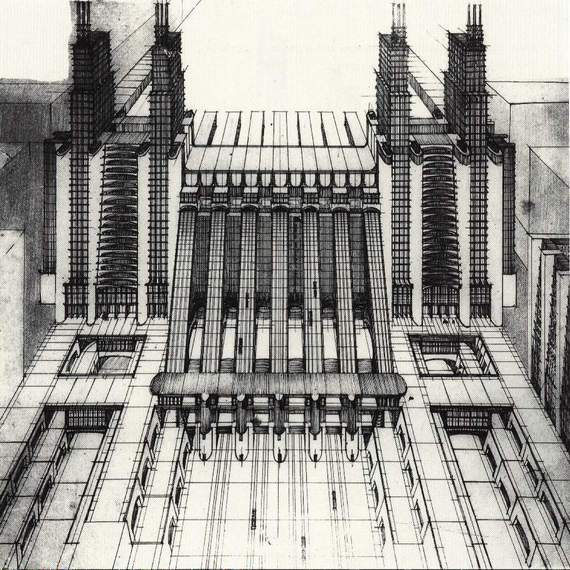

## مقالات مرتبط
- معماری آینده‌گرا